# فکرت محمدف
فکرت محمدف (ترکی آذربایجانی: Fikrət Məmmədov Fərrux oğlu) سیاستمدار اهل جمهوری آذربایجان و وزیر دادگستری این کشور می‌باشد.

## زندگی‌نامه
فکرت محمدف در سال ۱۹۵۵ در شهر باکو به دنیا آمد. وی دانش‌آموخته رشته حقوق در سال ۱۹۷۷ و همچنین دانشکده روابط عمومی و علوم سیاسی از دانشگاه دولتی مسکو در سال ۱۹۸۹ است.

## کارنامه
فکرت محمدف فعالیت شغلی خود را در سال ۱۹۷۷ به عنوان دستیار دادستان در یکی از شهرستان‌های آذربایجان آغاز کرد. بعدها به عنوان دادستان در دادستانی باکو تعیین شد. در سال‌های متعاقب به دادستان ارشد و هچنین رئیس یکی از بخشهای دادستانی کل آذربایجان منصوب گردید. بعد به پست مربی کمیته مرکزی حزب کمونیست آذربایجان در امور روابط با سایر ارگان‌های نیروی انتظامی تعیین شد.
بعد از فروپاشی شوروی مسئولیت بخش احقاق حقوق در دادستانی کل را به عهده گرفت. در سال‌های متوالی در راس دادستانی کل شهر سومقاییت قرار گرفت. در سال ۱۹۹۴، به معاونت دادستان کل جمهوری آذربایجان رسید و برای ۶ سال پی‌درپی در این سمت باقی ماند.
در ماه آوریل سال ۲۰۰۰، سکان هدایت وزارت دادگستری جمهوری آذربایجان را در دست خود گرفت.
افزون بر این، در سال ۲۰۰۵، تصدی «شورا دادگاه و حقوق» را عهده‌دار شد. در عین حال، در همان سال به عضویت در «کمیسیون مبارزه با فساد شورای مدریت خدمات عمومی» و «کمیسیون آموزش و پرورش تحت ریاست جمهوری آذربایجان» درآمد. در سال ۲۰۰۶، به معاونت «سازمان بین‌المللی مبارزه با فساد» رسید. وی به زبان انگلیسی تسلط کامل دارد. در چندی از رسانه‌های خارجی مقالاتش به انتشار رسیده‌است.

## نشان‌ها
- فکرت محمدف در ۳۰ ژوئن سال ۲۰۰۵، در پاس خدمات خود در توسعه نهادهای دادگستری جمهوری آذربایجان «نشان شهرت» را از سوی الهام علی‌اف، رئیس‌جمهوری این کشور دریافت نمود.
- در ۳۰ ژوئن سال ۲۰۰۵ الهام علی‌اف از فکرت محمدف به خاطر خدماتش در توسعه نهادهای دادگستری جمهوری آذربایجان با اعطای «مدرک افتخاری» تقدیر نمود.
- وی دریافت کننده معدودی نشان‌هایی همچون «دادستان درجه اول» و «کارمند افتخاری دادستانی» و همچنین عضو «انجمن بین‌المللی دادستان‌ها» می‌باشد.